# Camrose (pays de Galles)
Camrose est une communauté du Pembrokeshire (pays de Galles). Sa population était de 1 740 habitants au recensement de 2011.